# Estigia (satélite)
Estigia (fue denominado provisionalmente S/2012 P 1 y también como S/2012 (134340) 1  o P5) es un pequeño satélite natural del planeta enano Plutón, cuyo descubrimiento fue anunciado el 11 de julio de 2012 por Mark R. Showalter.
Es la quinta luna de Plutón en ser confirmada, aproximadamente un año después del descubrimiento de la cuarta, Cerbero. Junto a Caronte (1978), Nix (2005), Hidra (2005) y Cerbero (2011) forma el sistema de satélites de Plutón.

## Descubrimiento
El descubrimiento se realizó por el método de análisis fotográfico de un conjunto de imágenes tomadas por la cámara de gran angular 3 (WFC3), instrumento que forma parte del telescopio espacial Hubble, en el período comprendido entre el 26 de junio y el 9 de julio de 2012.
Este descubrimiento surge en preparación a la llegada en 2015 de la sonda New Horizons, en curso, hacia el sistema de Plutón. El equipo descubridor de la luna está compuesto por M. Showalter del instituto SETI, H.A. Weaver del Applied Physics Laboratory de la Universidad Johns Hopkins, y  S.A. Stern, A.J. Steffl, y M.W. Buie del Instituto de Investigación del Suroeste

## Características
El satélite Estigia se estima que tiene un diámetro de entre 10 y 25 kilómetros, estas cifras se deducen de la magnitud aparente de 27 ± 0.3 y utilizando un albedo estimado 0.35 y 0.04 para las cotas inferior y superior, respectivamente.  Un periodo orbital de 20.2 ± 0.1 días, y una resonancia  de 1:3 con el periodo orbital del sistema Plutón-Caronte. Y junto a las demás lunas de Plutón, Nix, Cerbero e Hidra, forman la secuencia 1:3:4:5:6 concatenando sus resonancias orbitales.

## Origen
Se especula que la formación del sistema de satélites de Plutón y por tanto la formación de Estigia, es el resultado de una colisión entre Plutón y un objeto del cinturón de Kuiper en un pasado remoto. Esta colisión dejó un anillo de polvo alrededor de Plutón, desde el cual se formó el sistema de satélites.

## Nombre
«S/2012 P 1» fue una designación provisional, donde el prefijo «S/» significa satélite, «2012» el año de descubrimiento, «P» hace referencia al planeta enano Plutón y el «1» es el orden del descubrimiento del satélite en el mismo planeta y año. En la designación «S/2012 (134340) 1» se sigue el mismo procedimiento anteriormente expuesto, con la diferencia de que se reemplaza la «P» por «(134340)», número dado a Plutón al ser reclasificado como planeta enano. Y «P5» es la denominación para el quinto satélite de Plutón.
La convención para nombrar satélites plutonianos es la de escoger nombres relacionados con el dios Plutón y el inframundo de la mitología clásica.
Un nombre formal para S/2011 P 1 probablemente se propondrá a la Unión Astronómica Internacional por el equipo del descubrimiento. De acuerdo con el jefe del equipo Mark Showalter, será un nombre asociado con Hades y el inframundo, elegido de la mitología griega.
Mark Showalter y el Instituto SETI realizaron en 2013, en nombre del equipo que descubrió los satélites P4 y P5, una encuesta web no vinculante para que el público pudiera escoger sus nombres preferidos. Los participantes podían escoger un nombre de una lista de nombres mitológicos relacionados con el dios Plutón o bien proponer otros nombres.
Tras el anuncio inicial, William Shatner, el actor que interpreta al Capitán James T. Kirk en la franquicia Star Trek, propuso los nombres Vulcano y Rómulo, en referencia al dios del fuego Vulcano (un sobrino de Plutón) y a Rómulo, el fundador de Roma, pero también a los planetas ficticios Vulcano y Rómulo del universo de Star Trek. El nombre de Rómulo fue desechado debido a la existencia de un satélite asteroidal con ese nombre.
Vulcano fue el nombre que más votos consiguió después de que Shatner tuiteara sobre él, mientras que Cerbero (el perro que guarda el inframundo de Plutón) quedó segundo y Estigia (la diosa del río del mismo nombre del inframundo) quedó tercero. Se enviaron los nombres ganadores a la Unión Astronómica Internacional. Sin embargo, la UAI rechazó el nombre de Vulcano por no ser un dios del inframundo y porque ese nombre ya había sido escogido para designar un planeta hipotético situado en el interior de la órbita de Mercurio además de los asteroides vulcanoides.
El 2 de julio de 2013 la UAI anunció la aprobación de los nombres Estigia para P5 y Cerbero para P4.